# Суперинтегрируемая гамильтонова система
В математике суперинтегрируемая гамильтонова система — это гамильтонова система на {\displaystyle 2n}-мерном симплектическом многообразии {\displaystyle Z}, для которой выполняются следующие условия:
(i) Существуют {\displaystyle k>n} независимых интегралов движения {\displaystyle F_{i}}. Их поверхности уровня (инвариантные подмногообразия) образуют расслоенное многообразие {\displaystyle F:Z\to N=F(Z)} над связным открытым подмножеством {\displaystyle N\subset \mathbb {R} ^{k}}.
(ii) Существуют гладкие вещественные функции {\displaystyle s_{ij}} на {\displaystyle N}, такие что скобки Пуассона интегралов движения имеют вид
{\displaystyle \{F_{i},F_{j}\}=s_{ij}\circ F}.
(iii) Матрица {\displaystyle s_{ij}} имеет постоянный коранг {\displaystyle m=2n-k} на {\displaystyle N}.
Если {\displaystyle k=n}, то это — случай вполне интегрируемой гамильтоновой системы. Теорема Мищенко — Фоменко для суперинтегрируемых гамильтоновых систем следующим образом обобщает теоремы Лиувилля — Арнольда о переменных действие — угол.
Пусть инвариантные подмногообразия суперинтегрируемой гамильтоновой системы связны компактны и взаимно диффеоморфны. Тогда расслоенное многообразие {\displaystyle F} является расслоением
на торы {\displaystyle T^{m}}. Для данного её слоя {\displaystyle M} существует его открытая окрестность {\displaystyle U}, которая является тривиальным расслоением, наделены послойными обобщёнными координатами действие — угол {\displaystyle (I_{A},p_{i},q^{i},\phi ^{A})},
{\displaystyle A=1,\ldots ,m}, {\displaystyle i=1,\ldots ,n-m}, такими что {\displaystyle (\phi ^{A})} — координаты на {\displaystyle T^{m}}. Эти координаты являются каноническими координатами на симплектическом многообразии {\displaystyle U}. При этом гамильтониан суперинтегрируемой системы зависит только от переменных действие {\displaystyle I_{A}}, которые являются функциями Казимира коиндуцированной пуассоновой структуры на {\displaystyle F(U)}.
Теорема Лиувилля — Арнольда для вполне интегрируемых систем и теорема Мищенко — Фоменко для суперинтегрируемых систем были обобщены на случай некомпактных инвариантных подмногообразий. Они диффеоморфны тороидальным цилиндрам {\displaystyle T^{m-r}\times \mathbb {R} ^{r}}.